# Albero di Tule
L'albero di Tule (in spagnolo Árbol del Tule) è tra i più grandi alberi monumentali esistenti al mondo. È una conifera della famiglia delle Cupressacee, un semi-sempreverde della specie Taxodium mucronatum (Cipresso di Montezuma) dall'età molto incerta, che si aggirerebbe attorno ai 1 500 anni. Vive in Messico, approssimativamente a 12 km a sud di Oaxaca, capitale dell'omonimo Stato, nel campo adiacente alla chiesa di Santa Maria del Tule.

## Dimensioni
In un passato recente sono state prodotte svariate misurazioni, tuttavia quelle più attendibili sono le più recenti, ovvero quelle che risalgono al 2005. Allora il tronco misurava 36,20 m di circonferenza ed aveva un diametro di 11,62 m, mentre la sua reale altezza rimane particolarmente difficile da calcolare con esattezza per via della sua ampia chioma, frastagliata e molto irregolare. Tuttavia la misura di 35,40 m è un'approssimazione molto vicina alla realtà. Il volume totale occupato dall'albero dovrebbe essere di 816,829 m³ per un peso totale di 636,107 t. La sua larghezza è talmente ampia che in passato ha fatto sospettare si trattasse in realtà di più cipressi cresciuti in modo troppo adiacente l'uno rispetto all'altro, tanto da unificarsi in un'unica apparente creatura; ma un recente esame del DNA dell'albero ha sconfessato questa ipotesi, avvalorando il fatto che si tratti realmente di un solo individuo.
Probabilmente, come dimensioni complessive, questo imponente cipresso è preceduto al mondo solo dalle due Sequoie giganti, chiamate Generale Grant e Generale Sherman, entrambe viventi nella Foresta gigante all'interno del Sequoia National Park, in California.

## Età

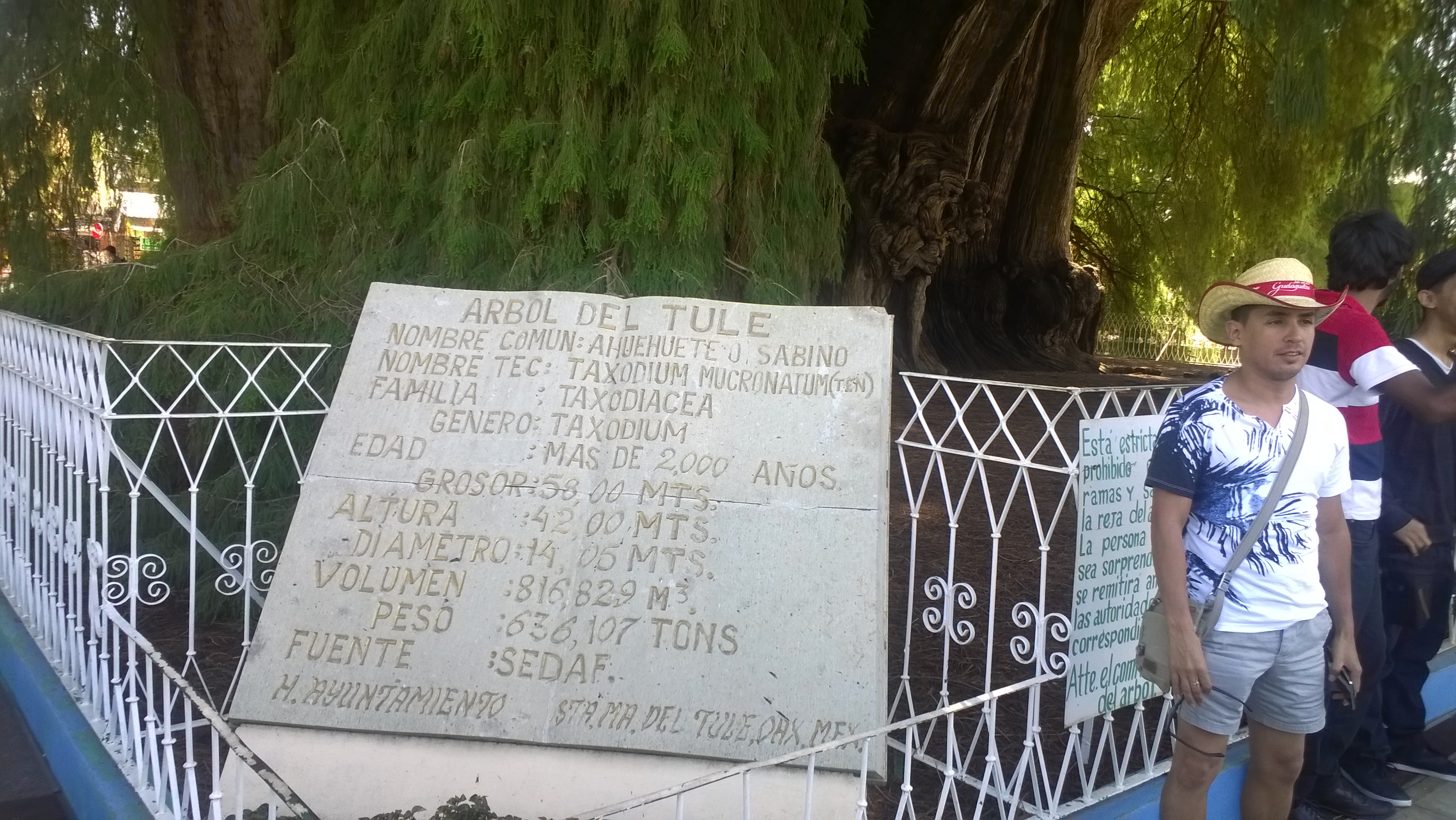
Il pannello con le informazioni sull'albero

L'età reale è attualmente sconosciuta alla scienza, viene stimata a non meno di 1 200 e non più di 3 000 anni (alcuni studi in realtà non escludono che l'albero possa avere anche 6 000 anni di età). L'approssimazione migliore tuttavia, basata anche sul tasso di crescita, identifica l'età in un arco ristretto tra i 1 433 e i 1 600 anni.
Alcune analisi hanno accertato come dal 1990 circa l'Albero di Tule stia lentamente morendo, le sue radici infatti sono state danneggiate dal traffico, dalla cementificazione, dall'inquinamento e dalla scarsità di approvvigionamento idrico. Quotidianamente, di fatto, transitano una media (crescente) di 8 000 veicoli lungo la grande arteria stradale che gli passa accanto.

## Cultura e tradizioni
Per la pre-colombiana cultura zapoteca, l'albero è chiamato Ahuehuete, una parola della Lingua nahuatl, il cui significato non è certo, ma potrebbe voler dire Vecchio uomo dell'acqua. Sulle sue origini ci sono diverse leggende, tra cui quella che narra di come l'albero sarebbe stato piantato 1 400 anni fa da Pechocha, un sacerdote di Ehécatl, il dio azteco del vento; oppure quella che vorrebbe che i capi delle grandi nazioni pre-colombiane si fossero riuniti in quel luogo ed avessero deciso di separarsi in quattro gruppi, stanziandosi poi, rispettivamente, ognuno verso un punto cardinale diverso dagli altri. In questi quattro luoghi sarebbero poi stati piantati altrettanti ahuehuetes, di cui quello di Tule era il maggiore. Infatti, il luogo dove ora sorge l'Albero di Tule, era un luogo già sacro prima che accanto gli fosse stata edificata una chiesa.
Occasionalmente viene chiamato anche "Albero della vita", dovuto alle tante figure di animali che affiorano grazie alla particolare nodosità del tronco e dei rami. Questo aspetto ha dato la possibilità di far partire un progetto legato alle scuole, dove alcuni studenti hanno la possibilità di accompagnare i turisti incuriositi alla conoscenza dell'albero.
Tra gli altri nomi dati a questo gigantesco semi-sempreverde, compare anche Sabino.
Il secondo lunedì del mese di ottobre viene celebrato il giorno dell'Albero di Tule, ovvero un giorno a lui dedicato, celebrato con una festa particolarmente importante per la tradizione locale.

## Tutela
Dal 2001 è stata avanzata la proposta di inserire questa straordinaria creatura nell'elenco dei beni più antichi al mondo, sotto tutela dell'UNESCO, proposta tuttora pendente.